# Rémy Zaugg
Rémy Zaugg (* 11. Januar 1943 in Courgenay; † 23. August 2005 in Arlesheim) war ein Schweizer Maler, Konzeptkünstler und Ausstellungsmacher.

## Leben
Rémy Zaugg – ein Nachfahre von Mennoniten – besuchte nach der Matura in Porrentruy die Kunstgewerbeschule Basel. In den Jahren 1970 und 1971 erhielt er das Eidgenössische Kunststipendium. Zaugg lebte und arbeitete in Basel und in Pfastatt, in der Nähe von Mulhouse. Ab 1969 arbeitete er mehrere Jahre mit dem Künstler René Myrha zusammen.

## Werk
Zaugg beschäftigte sich in seinen konzeptuellen Werken mit der Wahrnehmung, die nicht nur auf das Sehen beschränkt ist, sondern den Menschen in einer reziproken Beziehung zur Welt sieht. Sein Werk umfasst Gemälde, Arbeiten auf Papier, Skulpturen im öffentlichen Raum, Kunst-am-Bau-Projekte (Staatsarchiv Basel-Stadt, Aargauer Kunsthaus) und architektonische Entwürfe.
Seine kunsttheoretischen Auseinandersetzungen, insbesondere das Buch Das Kunstmuseum, das ich mir erträume. Oder Der Ort des Werkes und des Menschen (1987), gilt Kunstkennern, Kunsthistorikern und Kunstschaffenden als Standardwerk. 1990 erhielt er den Kunstpreis der Stadt Basel.
International beachtet wurde seine Zusammenarbeit mit den Architekten Herzog & de Meuron, mit denen er in den Jahren vor seinem Tod rund 15 Projekte realisierte, darunter den Erweiterungsbau des Aargauer Kunsthauses in Aarau. Das von Jacques Herzog und Pierre de Meuron entworfene Studio Rémy Zaugg in Mulhouse-Pfastatt wurde im Rahmen der Verleihung des Pritzker-Preises 2001 an Herzog & de Meuron dargestellt.
Über seine künstlerische Tätigkeit hinaus betätigte er sich 1991 als Ausstellungsmacher der Alberto-Giacometti-Retrospektive in Paris.

## Ausstellungen (Auswahl)

### Einzelausstellungen
- 1979: Réflexion 1977, Kunsthalle Bern
- 1982: Le Singe Peintre, Aargauer Kunsthaus, Aarau
- 1984: A Sheet of Paper, Van Abbemuseum, Eindhoven
- 1987: Skulptur Projekte in Münster 1987[2]
- 1988: A propos d’un tableau, ARC Musée d’art moderne de la ville de Paris
- 1989: Ein Blatt Papier, perzeptive Skizzen, oder die Entstehung eines Bildwerks, Werke von 1973 bis 1989, Folkwang Museum Essen
- 1989: Voir Mort 28, tableaux, Mai 36 Galerie Luzern
- 1990: Une feuille de papier, Musée d’Art Contemporain Lyon
- 1992: Rémy Zaugg, Le Consortium Dijon
- 1992: Werkschau in Hamburg; Anbringung des Schriftzuges «Kanäle, Eisenbahnbrücke, Lagerhäuser, Schiff, Wolken, Himmel, Wind, Hafenkräne» an der Oberhafenbrücke
- 1993: Jemand, Westfälisches Landesmuseum für Kunst und Kulturgeschichte, Münster
- 1993: Draußen, Gesellschaft für Aktuelle Kunst, Bremen. Worttableau Nelson Mandela-Brücke Arnheim/Holland
- 1994: Tableau Aveugles 1986–1991, Modulo, Lissabon
- 1996: Malerei 1973–1994, Barbara Gross Galerie München
- 1997: Rémy Zaugg, Retrospektive, Ein Fragment, Kunsthalle Nürnberg
- 1997: Public Works, Van Abbemuseum Eindhoven
- 1998: Le Monde dit, Die Welt spricht, Gesamtkunstwerk im Eidgenössischen Verwaltungsgebäude, Bern
- 1999: Ich, ich, sehe. Barbara Gross Galerie München
- 1999: Rémy Zaugg, Schau, du bist blind, schau, Kunsthalle Basel
- 2002: Rémy Zaugg: De la mort II, 1999–2002, Le Consortium, Dijon
- 2003: Rémy Zaugg Works 1963–2003, Galerie Mai 36, Zürich
- 2017: Rémy Zaugg Voici Voilà Voyez, triple exposition, Musée de l’Hôtel de Dieu, Porrentruy, Musée d’art et d’histoire, Delé
- 2015/2016: Rémy Zaugg. Die Frage der Wahrnehmung, Museum für Gegenwartskunst, Siegen, Musée jurassien des arts, Moutier

### Gruppenausstellungen
- 1972: Dedans-Dehors, Kunstmuseum Basel
- 1977: Biennale de Paris
- 1982: Documenta 7, Kassel
- 1988: Für ein Bild, Kunsthalle Basel
- 1990: Biennale Sydney
- 1999: Das XX. Jahrhundert – ein Jahrhundert Kunst in Deutschland, Nationalgalerie Berlin
- 2000: Über den Tod, Kunsthalle Bern
- 2000: Sinn und Sinnlichkeit – Körper + Geist im Bild, Neues Museum Weserburg Bremen
- 2001: Architecture by Herzog & de Meuron, wall painting by Rémy Zaugg, für Roche Basel
- 2001: Abbild. Recent Portraiture and Depiction, Steirischer Herbst, Graz
- 2001: Nauman, Felix Gonzalez Torres und Zaugg im Magasin 3 in Stockholm
- 2002: About death II, Art Unlimited, Art 33, Basel
- 2002: Nouvelle simplicité – art «construit» et architecture suisse contemporaine, Espace de l’Art Concret im Château de Mouans, Mouans-Sartoux
- 2002: French Collection – rien ne presse / slow and steady / festina lente / deuxième épisode, Musée d’art moderne et contemporain, Genf
- 2002: IMAGINE, YOU ARE STANDING HERE IN FRONT OF ME, Caldic Collection, Museum Boijmans Van Beuningen, Rotterdam
- 2002: Les années 70. L’art en cause im CAPC Musée d’Art Contemporain Entrepôt, Bordeaux
- 2003: Warum! Martin-Gropius-Bau, Berlin
- 2003: Talking Pieces – Text und Bild in der Zeitgenössischen Kunst, Städtisches Museum Leverkusen Schloss Morsbroich, Leverkusen

## Publikationen
- Die List der Unschuld: Das Wahrnehmen einer Skulptur. 1982.
- mit Atelier 5: Für das Kunstwerk (Kunstmuseum Bern). Ammann, 1983.
- Das Kunstmuseum, das ich mir erträume. Oder Der Ort des Werkes und des Menschen. 1987, ISBN 3-88375-069-7.
- Die Entstehung eines Bildwerkes. 1990, ISBN 3-909158-43-9.
- Voir Mort. 1990, ISBN 3-909158-36-6.
- Herzog & De Meuron an Exhibition. Hatje Cantz, 1997.
- Gesammelte Schriften. 10 Bände. hrsg. Eva Schmidt. Verlag Snoeck, Köln 2016 und französische Ausgabe, les presses du réel, 2016.